# آواز اجساد بی‌گور
آواز اجساد بی‌گور (به انگلیسی: Sing, Unburied, Sing) یک رمان سبک داستانی نوشته شده توسط جسمین وارد است که در سال ۲۰۱۷ توسط انتشارات پسران چارلز اسکریبنر منتشر شد. این رمان در مورد پویایی خانواده ای در شهر داستانی ای در منطقه میسیسیپی است. همچنین این رمان، نقدهای بسیار مثبتی را دریافت کرد و توسط نیویورک تایمز به عنوان یکی از ۱۰ بهترین کتاب سال ۲۰۱۷ انتخاب شد.

## تاریخ انتشار
این کتاب سومین رمان جسمین وارد است که در تاریخ ۵ سپتامبر ۲۰۱۷ توسط انتشارات پسران چارلز اسکریبنر منتشر شد.

## ترجمه به فارسی
- عنوان: آواز اجساد بی‌گور/ جسمین وارد؛ ترجمه سیدسعید کلاتی. (تهران: کتاب کوچه، ۱۳۹۷) شابک: ۹۷۸۶۰۰۹۱۷۲۶۷۲[۵]
- عنوان: بخوان، دفن‌ناشده آواز بخوان/ جسمین وارد؛ ترجمه سهیل سمی. (تهران: چترنگ، ۱۳۹۷) شابک: ۹۷۸۶۰۰۸۰۶۶۹۵۸ [۶]
- عنوان: بخوان ترانه بی‌تابوت آواز بخوان/ جسمین وارد؛ ترجمه راضیه خشنود. (تهران: نشر یوشا، ۱۳۹۷) شابک: ۹۷۸۶۰۰۹۸۵۶۸۳۱ [۷]